# Voice of the Martyrs
The Voice of the Martyrs (VOM) — група пов'язаних християнських організацій заснована під впливом пастора Річарда Вурмбранда в таких країнах, як Австралія, Канада, Нова Зеландія, і Сполучені Штати. Ці VOM місії спрямовані на підвищення обізнаності про багатьох тисяч християн щорічно, які були вбиті, закатовані, ув'язнені або зазнали переслідування за свої переконання. Ці організації також надають практичну допомогу переслідуваним християнам у всьому світі. Вони фінансуються за рахунок пожертвувань підтримки церков і приватних осіб.

## Історія
Голос мучеників була заснована в 1967 році Річардом Вурмбранд, румунсько-лютеранської / англіканської пастора, який працював з підземною церквою в Румунії після того, як був захоплений СРСР в 1944 Як наслідок, він був поміщений у в'язницю протягом 14 років для проповіді християнства, але зрештою звільнили на захід після сплати викупу за його звільнення.
У 1966 році Вурмбранд свідчив перед підкомітетом внутрішньої безпеки сенату США про лікування, що християни, отриманої в рамках комуністичних урядів, підвищуючи світову зацікавленість у християнській переслідування, і завдяки його впливу декількох місій були створені по всьому світу, щоб допомогти підтримати християн, які постраждали під комуністичним переслідування. Після падіння комунізму в Радянському Союзі і Східній Європі, ці місії розширили фокус включити понесшим релігійних переслідувань в ісламській, індуїстської, і буддійських товариств.